# Sphoeroides kendalli
Sphoeroides kendalli és una espècie de peix de la família dels tetraodòntids i de l'ordre dels tetraodontiformes.

## Morfologia
- Els mascles poden assolir 18 cm de longitud total.[4][5]

## Hàbitat
És un peix marí, de clima tropical i demersal.

## Distribució geogràfica
Es troba al Pacífic oriental central: des de Costa Rica fins a Talara (Perú).

## Observacions
És inofensiu per als humans.